# Лау, Майкл
Майкл Лау (Michael Lau, 劉建文 Лю Цзяньвэнь) — художник и дизайнер из Гонконга, получивший известность благодаря своим иллюстрациям и фигуркам класса designer toy. Лау известен широкой публике как основоположник стиля urban vinyl, т. н. «игрушек для взрослых». Его работы оказали значительное влияние на игрушечную индустрию, известную как уличная культура, на художников и музыкантов всего мира. Его стиль частично навеян культурами Азии и Америки, а также культурами хип-хопа и скейтеров. Работы Майкла Лау выигрывали несколько престижных наград и призов, в числе которых четыре награды от Philippe Charriol Foundation в Гонконге.
Лау начинал свою карьеру в 1992 году как выпускник Design First Institute (Гонконг). Некоторые его работы выставлялись в небольших галереях в Гонконге, после чего Лау решил попробовать себя в качестве дизайнера витрин. Он работал в этой сфере до тех пор, пока не перебрался в рекламный бизнес. В 1997 году Лау получил приглашение стать иллюстратором обложки альбома электронной музыки «Anodize». В 1998-м Лау начал рисовать комиксы в своей личной колонке Gardener в журнале East Touch (издаётся в Гонконге), что поспособствовало ему в получении его нынешнего статуса. Персонажи, представленные в этих комиксах, брали своё происхождение из его основной серии коллекционных виниловых фигурок.
В 1999 его работы получили достаточную популярность, чтобы привлечь внимание корпорации Sony, которая на эксклюзивных правах распространяла Gardener в Азии. Лау подписал контракт с Sony сроком до 2003 года. В течение этого периода Лау продолжал работать над своими проектами, создавая иллюстрации и виниловые фигурки (vinyl figures) в стиле, влияние на который во многом оказало искусство граффити.
Помимо этого Лау работал с хип-хоп-группой LMF из Гонконга, создав серию миниатюр, основанных на тематике этой группы. Он создал серию фигурок urban vinyl, таких как Crazychildren и Lamdog в единичных экземплярах. Его работы крайне редки и высоко ценятся коллекционерами по всему миру; его миниатюры наиболее редки из всех эксклюзивных фигурок направления designer toys.
В 2004 Майкл Лау открыл в Гонконге собственную галерею под названием michael.